# F형 ATP가수분해효소
F형 ATP가수분해효소(영어: F-Type ATPase)는 세균의 원형질막, 미토콘드리아 내막(산화적 인산화에서 복합체 V로 알려짐), 엽록체의 틸라코이드 막에서 발견되는 ATP가수분해효소/ATP 생성효소이다. F형 ATPase, F-ATPase라고도 한다. 막을 경계로 형성된 양성자(H+)의 농도 기울기에 의해 양성자가 ATP 생성효소(F형 ATP가수분해효소)를 통해 양성자의 농도가 높은 공간에서 양성자의 농도가 낮은 공간으로 확산될 때(화학삼투) ATP가 합성된다. V형 ATP가수분해효소와 A형 ATP가수분해효소와 함께 F형 ATP 가수분해효소는 회전식 ATP가수분해효소(rotary ATPase)의 슈퍼패밀리에 속한다.
F형 ATP가수분해효소는 다음과 같이 두 가지 도메인으로 구성된다.
- 막에 내재되어 있고 a, b, c로 분류되는 3가지 유형의 내재성 막 단백질로 구성된 Fo 도메인[1]
- 외재성(양성자가 이동하는 막쪽)인 F1 도메인.  F1 도메인은 Fo 도메인의 표면에 결합하는 5가지 폴리펩타이드 단위인 α3β3γδε로 구성된다.[1]

F형 ATP가수분해효소는 세포 환경에서 일반적으로 ATP가수분해효소(ATPase) 대신 ATP 생성효소로 작동한다. 즉, V형 ATP가수분해효소가 일반적으로 수행하는 방향이 아니라 양성자의 농도 기울기를 이용해 ATP를 생성한다. F형 ATP가수분해효소는 때때로 세균에서 ATP가수분해효소(ATPase)로 되돌아간다.

## 구조
Fo-F1 도메인은 주로 폴리펩타이드로 구성된다. F1 도메인은 3α:3β:1δ:1γ:1ε의 조성비로 5가지 종류의 폴리펩타이드를 포함하고 있다. Fo 도메인은 1a:2b:12c의 조성비를 가지고 있다. Fo 도메인과 F1 도메인은 함께 회전 모터를 형성한다. 양성자가 Fo 도메인의 소단위체에 결합함에 따라 그 일부가 회전한다. 이 회전은 1캠축에 의해 F1 도메인으로 전파된다. ADP and Pi(무기 인산)은 F1 도메인의 3개의 β 소단위체에 자발적으로 결합하여 120° 회전할 때마다 ATP를 방출(회전 촉매작용)한다.
Fo 도메인은 인지질 이중층에 걸쳐 있는 막 내부에 위치하며, F1 도메인은 새로 합성된 ATP의 사용을 촉진하기 위해 세포의 세포질쪽으로 확장된다.
저해제 단백질인 If1과 복합된 소의 미토콘드리아의 F1-ATP가수분해효소는 관련 문헌에서 일반적으로 인용된다. 이것의 사용의 예는 산증, 알칼리증, 호흡 기체 교환과 같은 세포의 많은 기본적인 대사 활동에서 찾아볼 수 있다.
Fo의 o는 올리고마이신을 나타낸다. 올리고마이신은 Fo의 기능을 억제할 수 있기 때문에 이렇게 명명되었다.

## N형 ATP가수분해효소
N형 ATP가수분해효소(영어: N-Type ATPase)는 델타/OSCP 소단위체가 없는 F형 ATP가수분해효소의 부류로, 수평적 유전자 전달을 통해 세균 및 고세균에서 발견된다. 이들은 양성자(H+) 대신에 나트륨 이온(Na+)을 운반하고 ATP를 가수분해하는 경향이 있다. N형 ATP가수분해효소는 A형 가수분해효소가 V형 ATP가수분해효소로부터 떨어져 나온 것보다 일반적인 F형 ATP가수분해효소로부터 더 멀리 떨어진 별개의 부류를 형성한다.

## 같이 보기
- ATP가수분해효소 (ATPase)
- P형 ATP가수분해효소 (P-Type ATPase)
- V형 ATP가수분해효소 (V-Type ATPase)